# باسكال كاستيلو
باسكال كاستيلو (16 يوليو 1976 بسويسرا - ) هو لاعب كرة قدم سويسري في مركز الدفاع. لعب مع نادي زيورخ ونادي غراسهوبر زيوريخ ونادي فينترتور ونادي لوزان ونادي لوزيرن وSC Young Fellows Juventus ‏ وFC Blue Stars Zürich ‏.

## وصلات خارجية
- باسكال كاستيلو على موقع قاعدة بيانات كرة القدم.إي يو (الإنجليزية)
- باسكال كاستيلو على موقع عالم كرة القدم.نت (الإنجليزية)